# Médan

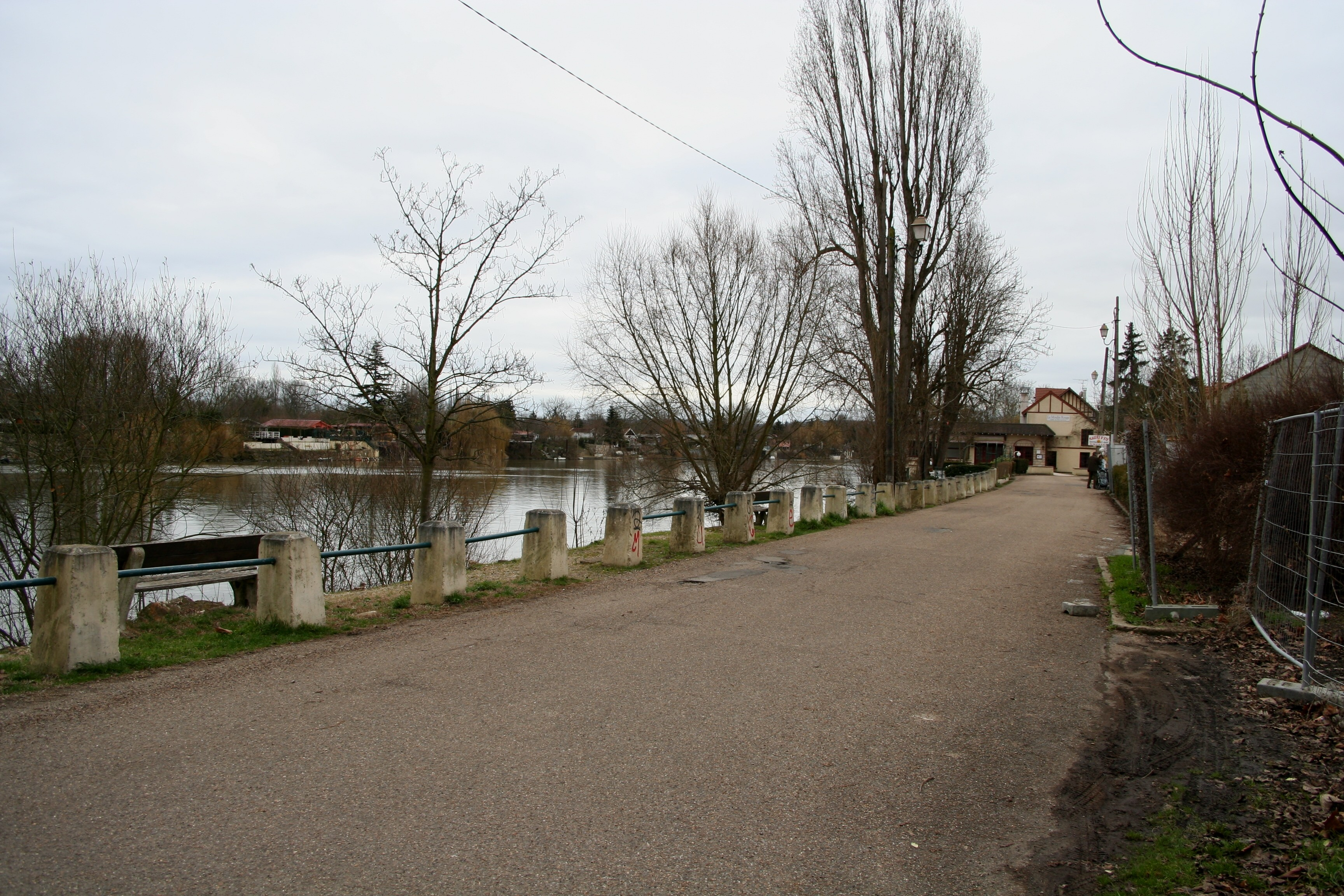
Ribera del Sena. Al fondo, la isla del Platais.

Médan es una comuna francesa, en la región de Isla de Francia, departamento de Yvelines, en el distrito de Saint-Germain-en-Laye y cantón de Poissy-Nord. Es una pequeña localidad residencial a orillas del Sena, que fue en el siglo XIX la residencia del escritor Émile Zola. 

## Geografía
El municipio de Médan se encuentra en el norte occidental Yvelines, a 12 kilómetros aproximadamente al noroeste de Poissy y a 16 kilómetros al noroeste de Saint-Germain-en-Laye, cabeza de partido de distrito y a 23 kilómetros al noroeste de Versalles, prefectura del departamento, en la orilla izquierda del río Sena.
Los municipios limítrofes son Triel-sur-Seine al noreste (que se extiende principalmente sobre la otra orilla del Sena), Villennes-sur-Seine al sur, Orgeval y Morainvilliers al suroeste y Vernouillet al noroeste. 
El territorio comunal es relativamente pequeño. Con 285 hectáreas, equivale a un tercio de la media de Yvelines. Consta de dos partes, al oeste una meseta en pendiente hacia el noreste se extiende entre 170 y 70 metros de altitud, al este, a lo largo del Sena una estrecha banda, de cerca de un kilómetro de anchura a 20-25 metros de altitud y entre los dos taludes bastante bruscos y poblado de árboles. Engloba también una parte de la isla del Platais, accesible solamente por barco.

### Ocupación del territorio
| Tipo de ocupación            | %    | Hectáreas |
| ---------------------------- | ---- | --------- |
| Espacio urbano construido    | 20 % | 59,38     |
| Espacio urbano no construido | 14 % | 40,31     |
| Espacio rural                | 66 % | 192,16    |

El territorio de la comuna es mayoritariamente rural (66 %), centrándose la urbanización sobre todo a orillas del Sena.  
El espacio rural incluye alrededor un 40% de bosque que se encuentra principalmente en el suroeste del territorio (bosque des Bruyères, donde se encuentra el punto culminante del municipio) y en distintas parcelas dispersas. El resto se consagra a la agricultura y a la ganadería. 
El espacio habitado consta de un núcleo antiguo cerca de la iglesia y el castillo que se desarrolló en la parte baja a lo largo del Sena entre el ferrocarril y la RD 164. Se desarrolló más recientemente en la alta parte sobre el borde de la meseta, así como al lugar llamado «Les Renardières» en el límite de Villennes-sur-Seine. Incluye básicamente viviendas individuales. 
Las zonas de actividades sólo representan un 1,1% del territorio (1 ha).

## Historia
Émile Zola adquirió una casa en 1878 que se convirtió en lugar de reunión de los naturalistas. Paul Alexis, secretario de Zola, describió estas reuniones en Les Soirées de Médan (Las veladas de Médan).

## Demografía

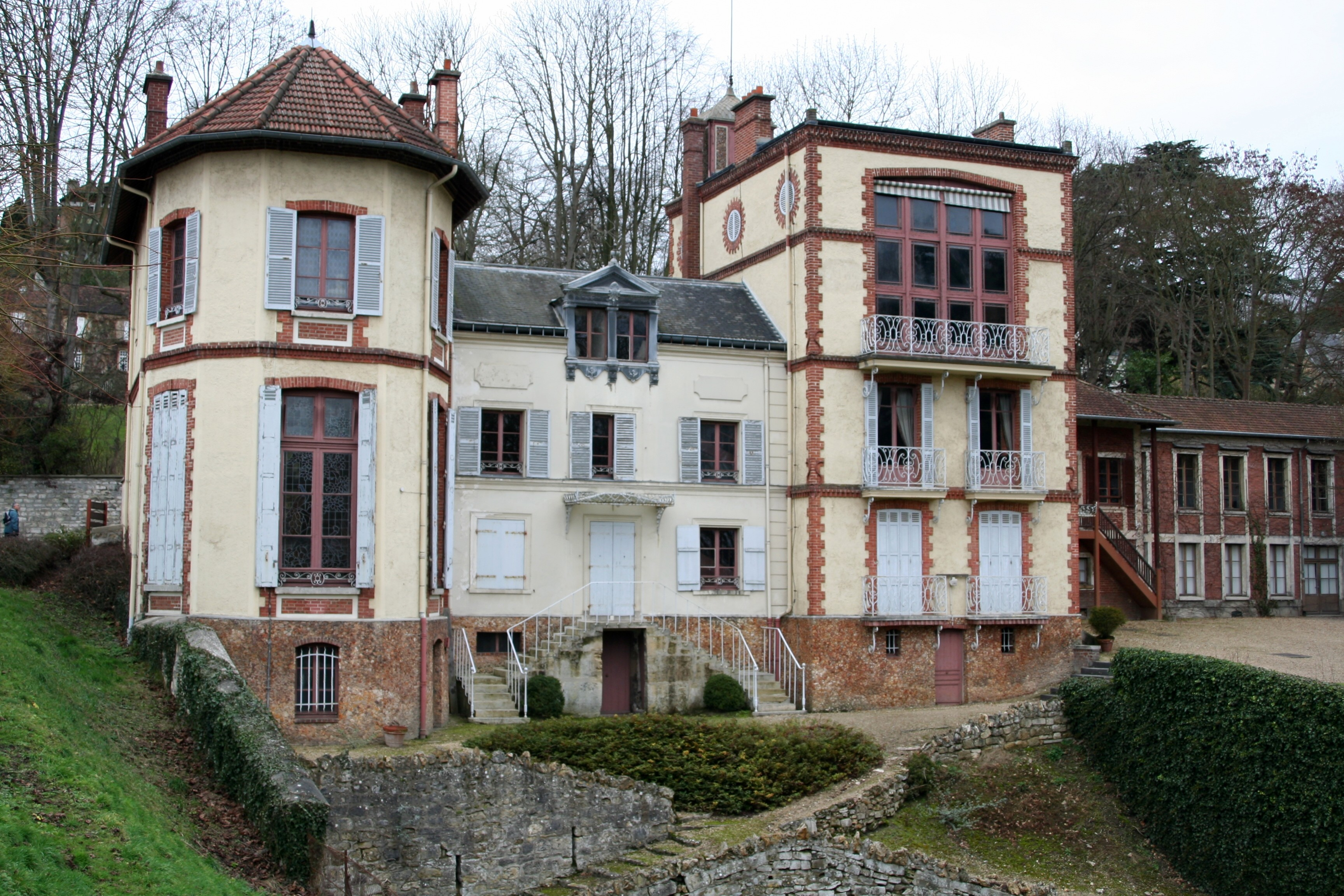
La casa de Émile Zola.

| 172 | 203 | 221 | 203 | 199 | 206 | 206 | 190 | 196 | 199 | 190 | 177 | 191 | 198 | 231 | 252 | 260 | 265 | 257 | 272 | 281 | 388 | 413 | 417 | 437 | 556 | 540 | 596 | 968 | 1 068 | 1 387 | 1 393 |
| Para los censos de 1962 a 1999 la población legal corresponde a la población sin duplicidades (Fuente: INSEE [Consultar]) |     |     |     |     |     |     |     |     |     |     |     |     |     |     |     |     |     |     |     |     |     |     |     |     |     |     |     |     |       |       |       |

## Patrimonio
- Iglesia de Saint-Germain-de-Paris, Saint-Clair: edificio en piedra de importancia construido en 1635 para el señor de Médan.[4] Se atribuye su construcción a Claude Perrault, hermano del escritor.[5]
- Château de Médan: edificio que se remonta al siglo XV, agrandado en el XIX. El poeta Ronsard estuvo aquí en el siglo XVI, acogido por el señor de la época, Jean Brinon. Maurice Maeterlinck residió aquí entre 1924 y 1938. Fue declarado monumento histórico el 20 de mayo de 1957.[6]
- La casa de Émile Zola se sitúa en la calle Pasteur, n.º 26. Adquirida por el escritor en 1878, fue aumentada por una y otra parte por dos torres sobrelevadas, una torre cuadrada por una parte en 1879, en cuya cumbre Zola tenía su despacho, una torre hexagonal del otro en 1885. se legó a la Asistencia pública de París a la muerte del escritor en 1902.
- Lavadero del siglo XIX.